# Quốc lập Vườn quốc gia Muro-Akame-Aoyama
Quốc lập Vườn quốc gia Muro-Akame-Aoyama (室生赤目青山国定公园 Muro-Akame-Aoyama Kokutei Koen ?) là một Khu bảo tồn Vườn quốc gia ở hai tỉnh Mie và Nara, Nhật Bản. Nó được thành lập vào năm 1970 bảo vệ các khu vực xung quanh cụm núi lửa Muro, thác nước Akame Shijūhachi và cao nguyên Aoyama.